# Rioni
Der Rioni (georgisch რიონი) ist der drittlängste Fluss Georgiens.

## Verlauf und Nutzung
Der Fluss ist 327 Kilometer lang. Er entspringt am Südwestabhang des Großen Kaukasus in Swanetien. Er durchfließt zunächst die Region Ratscha-Letschchumi und Niederswanetien zumeist als wild tosender Gebirgsfluss, erreicht in Imeretien das Flachland und durchquert die Kolchische Tiefebene an der Grenze zwischen Mingrelien und Gurien in westlicher Richtung zum Schwarzen Meer. An seiner Mündung bei Poti bildet er ein sumpfiges Flussdelta. Die Ufer des Rioni zeichnen sich durch üppige Vegetation und Waldreichtum aus.
Der Ober- und Mittellauf wird zur Stromproduktion genutzt: Die Wasserkraftwerkskaskade Warziche ist mit einer Leistung von 184 Megawatt (MW) der drittgrößte Stromproduzent Georgiens. Die Regierung plant die Errichtung weiterer Wasserkraftwerke am Rioni: Namachwani (250 MW) und Schoneti (100 MW). Am Unterlauf in der Tiefebene wurde der Fluss zu sowjetischer Zeit eingedämmt, begradigt und um ein ausgedehntes Kanalsystem ergänzt, um die subtropische Landwirtschaft zu bewässern.

## Geschichte
Die Griechen nannten den Fluss Phasis (Φάσις). Bereits Hesiod erwähnt ihn in der Theogonie. Eine ausführliche Beschreibung findet sich auch im Corpus Hippocraticum (Über die Lüfte, die Gewässer und die Örtlichkeiten), später auch bei Apollonios von Rhodos, Vergil und Aelius Aristides. Hekataios von Milet nahm an, dass der Phasis Schwarzes und Kaspisches Meer verband.
Der Fluss war bereits im 7. Jahrhundert v. Chr. von großer Bedeutung. Er verband die griechische Hafenstadt Phasis (heute Poti) an der Flussmündung mit Kutaia (heute Kutaissi) am Mittellauf des Flusses. Schiffe transportierten Getreide, Metall, Wein, Oliven und Keramik.
Das riesige, durch ausgedehnte Sümpfe unzugängliche Hinterland der Stadt Poti war seit der Antike als seuchengefährdete Region (Malaria, Sumpffieber) berüchtigt. Erst im 20. Jahrhundert wurden mit gewaltigem Aufwand Projekte zur Trockenlegung realisiert.